# الضربات الإسرائيلية على اليمن (يوليو 2024)
الضربات الإسرائيلية على اليمن 2024، وأطلق عليها الجيش الإسرائيلي اسم "عملية الذراع الطويلة"،(بالعبرية: מבצע יד ארוכה‏). هي سلسلة غارات جوية شنَّها الجيش الإسرائيلي على مواقع عسكرية و حيوية لجماعة الحوثي المدعومة من إيران بالقرب من ميناء الحديدة في غرب اليمن. أصابت الغارات الجوية منشآت تخزين الأسلحة ومستودعات النفط ومطارًا يستخدم لنقل الأسلحة من إيران إلى اليمن.
جاءت هذه العملية في أعقاب ادعاء الحوثيين إعلاميا مسؤوليتهم عن الهجوم بطائرة مسيرة بدون طيار إيرانية الصنع في اليوم السابق، اصطدمت بمبنى سكني في تل أبيب، مما أسفر عن مقتل مدني واحد. وذكر الجيش الإسرائيلي أن العملية نُفذت رداً على هجمات الحوثيين على إسرائيل منذ عملية طوفان الأقصى. وهذه الغارات الجوية الإسرائيلية هي الأولى في تاريخ اليمن. واستخدم سلاح الجو الإسرائيلي المقاتلات النفاثة من طراز إف-15 وإف-35، إلى جانب طائرات بوينغ 707 للتزود بالوقود في الجو.

## الضربات الجوية
ووفقاً لمسؤولين حوثيين، فقد أصابت الضربات منشآت نفطية في ميناء الحديدة، الميناء الرئيسي لليمن على البحر الأحمر. وأظهرت الصور ومقاطع الفيديو المنشورة على وسائل التواصل الاجتماعي ألسنة اللهب والدخان تتصاعد في المدينة. وذكرت قناة الحدث الإخبارية أن ثلاثة أشخاص قتلوا وأصيب 15 آخرون. وقال الجيش الإسرائيلي إنه استهدف مواقع عسكرية للحوثيين في منطقة الميناء تستخدم لتخزين الأسلحة. وأفاد مسؤول أمريكي أن إسرائيل هي المسؤولة عن العملية التي نفذتها. وأشار أيضاً إلى أن الغارة استهدفت منشأة عسكرية يستخدمها الحوثيون للحصول على الأسلحة وتخزينها. وفقًا لموقع الأخبار الإسرائيلي واي نت، استهدفت الغارات الجوية مستودعات الأسلحة الإيرانية التي يخفيها الحوثيون ومستودعات النفط، وبرر الموقع إن قصف المطار جاء لعرقلة عمليات نقل الأسلحة من إيران إلى اليمن.
تضمنت الغارة الجوية إجراءات لوجستية وتكتيكية معقدة بسبب المسافة الكبيرة التي تصل إلى 1700 كيلومتر من إسرائيل. استخدمت العملية التزود بالوقود الجوي بطائرات بوينغ 707 ريم، ورحلات جوية على ارتفاعات منخفضة لتجنب الرادار. وهذه الغارات الجوية هي المرة الأولى التي تهاجم فيها إسرائيل اليمن. وتضمنت فرقة العمل التابعة للجيش الإسرائيلي الاستخبارات الجوية والمراقبة من قبل سرب "نحشون"، ودعمًا بحريًا من السفن في البحر الأحمر، واستخدام ذخائر "بعيدة المدى" من مدى 100 كيلومتر. تتألف القوة الضاربة الأساسية من مقاتلات إف-15 وإف-35 "أدير".

## ردود الفعل
- إسرائيل: أعلن المتحدث العسكري الإسرائيلي دانيال هاغاري مسؤوليته عن الهجمات نيابة عن الجيش الإسرائيلي، مشيراً إلى أن الطائرات المقاتلة الإسرائيلية ضربت أهدافاً عسكرية حوثية "رداً على مئات الهجمات ضد دولة إسرائيل في الأشهر الأخيرة".[10]
- الحوثيون: قالت الجماعة بعد الضربات إنها لن تتردد في مهاجمة «أهداف حيوية» في إسرائيل، وقال المتحدث العسكري باسم الحوثيين العميد يحيى سريع في مؤتمر صحفي «إنهم يعدون العدة لمعركة طويلة مع إسرائيل» محذرًا إسرائيل من أن تل أبيب لم تعد آمنة.[11] وقال نصر الدين عامر نائب رئيس الهيئة الإعلامية التابعة للحوثيين «إن إسرائيل شنت هجوما على محافظة الحديدة، وأشار إلى نشوب حريق في الميناء الرئيسي»، وأكد أن غارات إسرائيل لم تستهدف أي أهداف عسكرية بل استهدفت أهدافا مدنية، كما قال متحدث باسم جماعة الحوثيين محمد عبد السلام في منشور عبر منصة إكس، إن «العدوان الإسرائيلي الغاشم على اليمن الذي استهدف منشآت مدنية بينها خزانات النفط (بميناء الحديدة) ومحطة الكهرباء في الحديدة، يأتي بهدف مضاعفة معاناة الناس والضغط على اليمن للتوقف عن مساندة غزة».[12]
- السعودية: قال المتحدث باسم وزارة الدفاع العميد تركي المالكي «أن بلاده ليس لها أي علاقة أو مشاركة باستهداف مدينة الحديدة اليمنية» مضيفًا أن «السعودية لن تسمح باختراق مجالها الجوي من قبل أي جهة».[13] وقالت وزارة الخارجية السعودية في بيان: «إنها تتابع بقلق بالغ تطورات التصعيد العسكري في اليمن، بعد الهجمات الإسرائيلية التي شهدتها محافظة الحديدة، وأضافت أن تلك الهجمات «تضاعف من حدة التوتر الحالي في المنطقة، وتضر بالجهود المستمرة لإنهاء الحرب على غزة» وأكدت أنها تدعو كافة الأطراف للتحلي بأقصى درجات ضبط النفس والنأي بالمنطقة وشعوبها عن مخاطر الحروب، وأن يضطلع المجتمع الدولي والأطراف المؤثرة والفاعلة بأدوارهم ومسؤولياتهم لإنهاء الصراعات في المنطقة».[14][15]
- اليمن: أدانت الحكومة الشرعية الهجوم الإسرائيلي، لكنها حذرت الحوثيين أيضاً من جر الشعب اليمني إلى «معارك عبثية لصالح النظام الإيراني»، وحذرت إيران وإسرائيل من تحويل البلاد إلى «ساحة لحروبهما العبثية ومشاريعهما التخريبية في المنطقة».[16]
- حركة حماس: أدانت الحركة الهجوم. وقال عضو المكتب السياسي عزت الرشق، إن "دولة الاحتلال ستحترق بلا شك بالنيران المشتعلة في الحديدة اليوم، وتصاعد الجرائم الصهيونية سيغير المعادلة برمتها".[17]
- حزب الله: وصفت الجماعة العملية بأنها "خطوة حمقاء" وقالت إنها أشعلت مرحلة جديدة وخطيرة من المواجهة في جميع أنحاء الشرق الأوسط.
- عُمان: أعربت وزارة الخارجية عن إدانة سلطنة عُمان للاعتداءات العسكرية الإسرائيلية على الجمهورية اليمنية وهو ما إعتبرته «يمثل تصعيداً جديداً للتوتر في المنطقة من شأنه أن يزيد الوضع الإقليمي تعقيدا ويعرقل جهود التهدئة وإنهاء الصراعات وتحقيق السلام المنشود».[18][19]
- الولايات المتحدة: صرح متحدث باسم مجلس الأمن القومي الأمريكي أن الولايات المتحدة لم تنسق مع إسرائيل بشأن الغارات الجوية، مضيفًا أن البلاد تعترف تمامًا بحق إسرائيل في الدفاع عن النفس.[20]
- الأمم المتحدة:أعرب الأمين العام للأمم المتحدة أنطونيو غوتيريش عن قلقه العميق إزاء الهجوم الإسرائيلي على اليمن.[21]